# Centro Comercial Leste Aricanduva
O Centro Comercial Leste Aricanduva, também conhecido como Shopping Aricanduva, é o maior shopping center do Brasil e da América Latina. Está localizado no distrito de Cidade Líder, na Zona Leste da cidade de São Paulo. O seu nome se deve à avenida onde está situado.
Faz parte do complexo comercial:
- Shopping Leste Aricanduva
- Interlar Aricanduva (responsável pelo setor de Moveis e decoração)
- Auto Shopping Aricanduva

Além disso, o shopping conta com um hipermercado (Assaí Atacadista), três praças de alimentação, duas lojas de bricolagem e materiais de construção (C&C e Dicico) e um circuito para test drive.
O centro comercial conta com um estacionamento gratuito. Quanto às opções de lazer e a primeira unidade do Playcenter Family, o shopping conta com o maior complexo de cinemas da capital paulista, com 13 salas da rede Cinemark, figurando ainda como o segundo maior complexo de salas de cinemas do Brasil, atrás apenas do complexo existente no New York City Center-BarraShopping, na Barra da Tijuca, no Rio de Janeiro.

## História
Inaugurado em 19 de setembro de 1991, o Centro Comercial Leste Aricanduva, foi o segundo shopping center da Zona Leste de São Paulo.
O empreendimento foi instalado num grande vazio urbano sem tradição comercial anterior, numa área marcada por um impressionante cenário de habitações populares que compõem a paisagem de Cidade Líder, Parque do Carmo, Aricanduva, São Mateus, Vila Formosa, Vila Carrão e outros bairros das proximidades, e onde fracassaram estruturas de venda como o Castorama e o Hipermercado da Construção Center Líder. Como homenagem à região onde foi construído, os setores e corredores do Shopping Leste Aricanduva recebem nomes de bairros e ruas importantes da Zona Leste.
O shopping center tornou-se uma das mais importantes áreas de lazer das Zonas Leste 1 e Leste 2 de São Paulo, sendo, por exemplo, um dos únicos lugares dessas regiões a conter salas de cinema (atualmente também existem cinemas no Shopping Metrô Itaquera). A partir de 2003, o estabelecimento passou a abrigar o Plasma Radical & Skate Park, que se tornou um grande ponto de encontro de jovens da região, até ser fechado em 2009. O shopping também foi o primeiro a conter uma loja de uma escola de samba, a GRCES Leandro de Itaquera.
Paralelamente à mudança do perfil econômico do bairro do Aricanduva e do Carrão, o shopping center apresenta novas opções de lojas para os frequentadores das classes média e média-alta do bairro e da região, entrando em concorrência com o Shopping Anália Franco, visto que os frequentadores de classes menos favorecidas estão deslocando-se ao Shopping Metrô Itaquera. Como exemplo da expansão de lojas e restaurantes de nível elevado, em 2013 foi inaugurada a segunda unidade da rede americana de restaurantes Outback Steakhouse da Zona Leste Paulistana.